# Megokris gonospinifer
Megokris gonospinifer är en kräftdjursart som först beskrevs av Racek och Dall 1965.  Megokris gonospinifer ingår i släktet Megokris och familjen Penaeidae. Inga underarter finns listade i Catalogue of Life.